# Papilio verityi
Papilio verityi is een vlinder uit de familie van de pages (Papilionidae). De wetenschappelijke naam van de soort is voor het eerst geldig gepubliceerd in 1907 door Hans Fruhstorfer. Dit taxon wordt wel beschouwd als een ondersoort van Papilio machaon.